# Mariä Geburt (München)

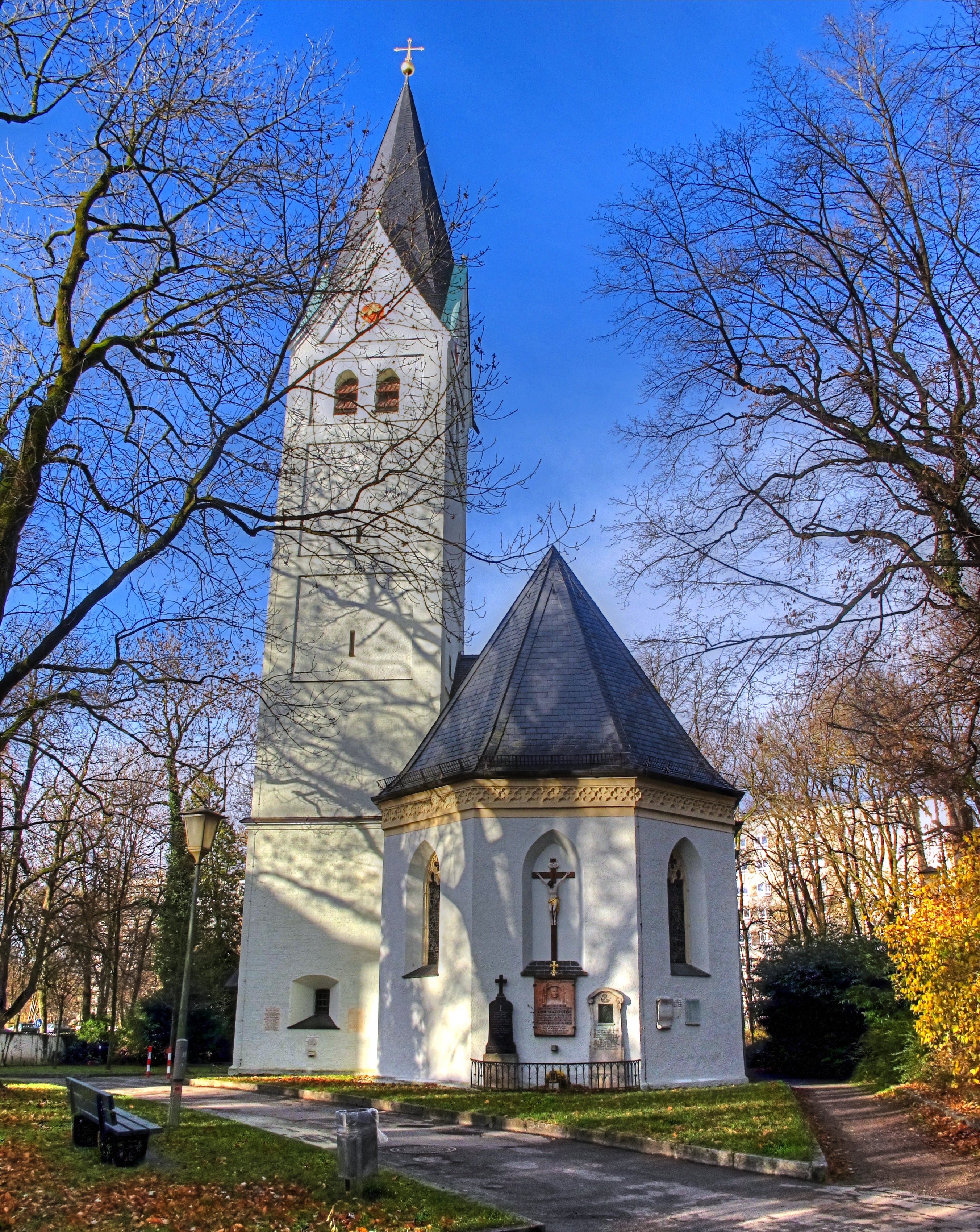
Pfarrkirche Mariä Geburt

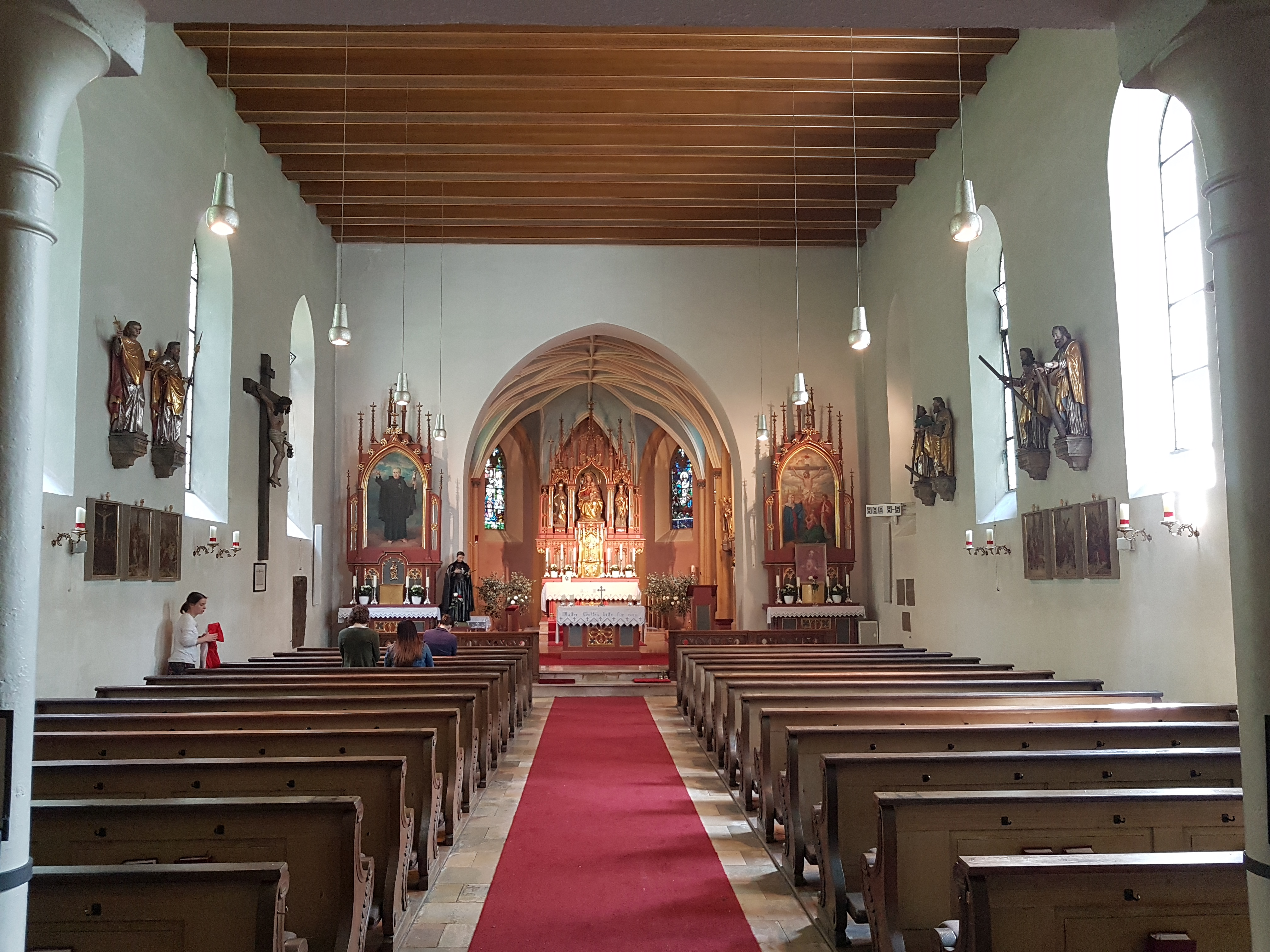
Innenraum

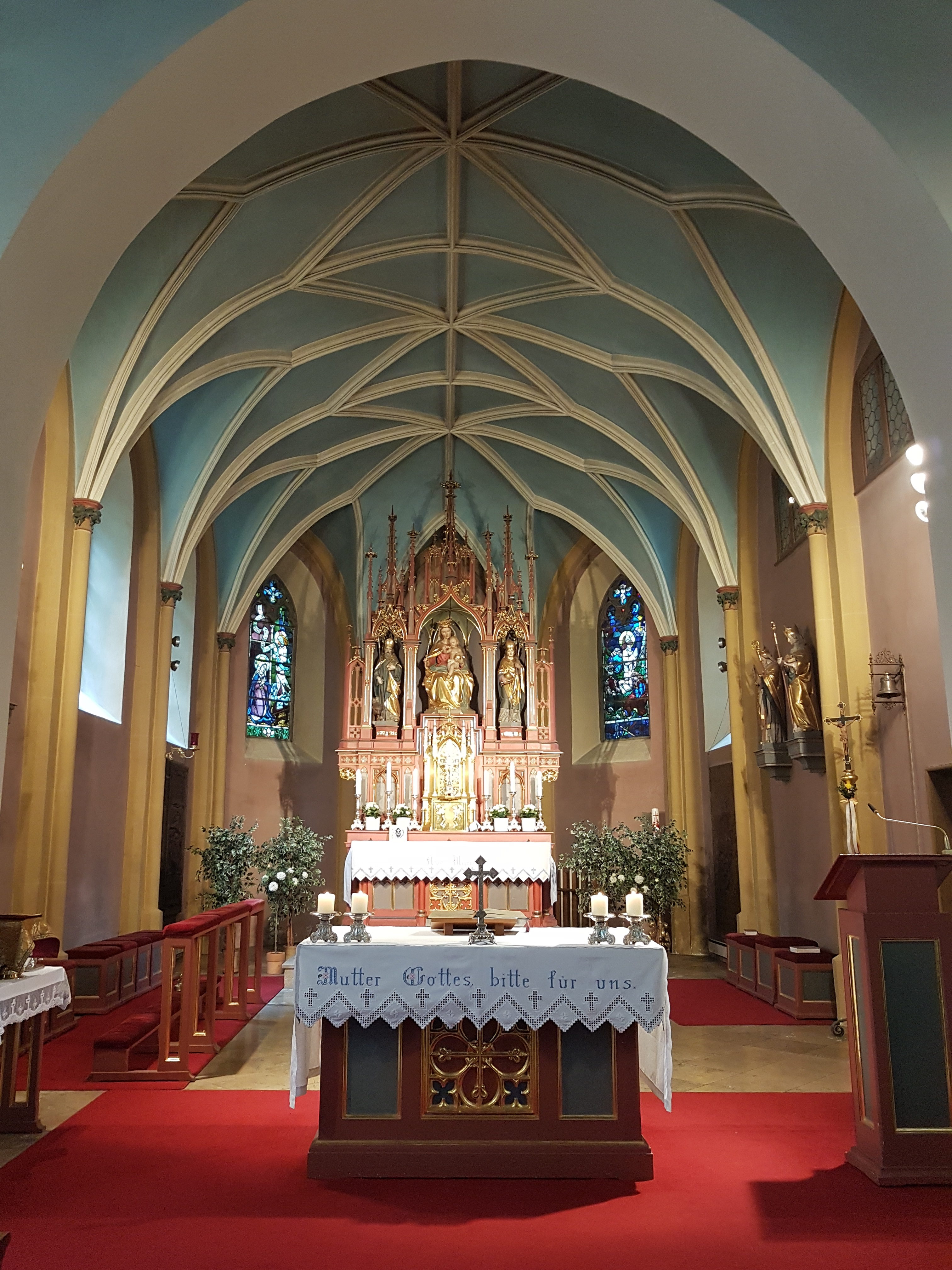
Blick in den Chor

Die Kirche Mariä Geburt ist die alte römisch-katholische Pfarrkirche im Münchner Stadtteil Pasing.

## Geschichte
1315 wird die Kirche erstmals als Filiale der Pfarrei Aubing urkundlich erwähnt. Sie wurde im Bayerischen Bruderkrieg im Jahr 1422 zerstört. Auf dem Vorgängergrundriss entstand eine spätgotische Kirche aus Stein, deren Turm 1588 einstürzte. Der Wiederaufbau war bis 1608 abgeschlossen. Ein Umbau im barocken Stil folgte im Jahr 1680. Vor und mit dem Aufstieg Pasings zur selbständigen Pfarrei im Jahr 1881 erfolgten verschiedene Umbauten. Dabei wurde das Kirchenschiff in zwei Schritten vergrößert: in der Mitte des 19. Jahrhunderts erfolgte eine Verbreiterung nach Norden, und im Jahr 1882 eine Verlängerung; die Sakristei wurde 1864 angebaut und der Turmhelm wurde regotisiert (1882). Der Status der Pfarrkirche ging 1910 zum Neubau Maria Schutz in der Bäckerstraße über. Die Betreuung der Kirche übernahm ab dem Jahr 1924 der Orden der Passionisten.

## Ausstattung
Der neugotische Hochaltar im kreuzrippengewölbten Chor besitzt eine sitzende Gottesmutterfigur, flankiert von den Heiligen Korbinian und Engelbert. Die beiden Chorfenster hinter dem Hochaltar stammen von der Mayer’schen Hofkunstanstalt in München. Auf dem linken Fenster ist die Verkündigung an Maria dargestellt, auf dem rechten Christus am Ölberg. An den Wänden des Chorpolygons finden sich Epitaphe Pasinger Hofmarksherren. Auf Konsolen stehen barocke Figuren von Heiligen: an der Nordwand Leonhard, an der Südwand Nikolaus und Ulrich.
An den Wänden des 1952 mit einer Holzdecke erneuerten Langhauses befinden sich zwölf barocke Apostelstatuen, Kreuzwegbilder von Max Schmalzl im Stil der Nazarener und ein spätgotisches Kruzifix. Die 1980 in reduzierten Formen wieder aufgestellten neugotischen Seitenaltäre enthalten neue Altarblätter, gemalt vom spanischen Passionistenpater Delpino. Das linke zeigt den Ordensgründer Paul vom Kreuz, das rechte die Kreuzigung Christi. Rechts neben dem linken Seitenaltar steht eine Statue des heiligen Gabriel Possenti aus dem Orden der Passionisten.
Die Orgel aus dem Jahr 1953 wurde von Walcker gebaut.
Im Turm befinden sich vier Bronzeglocken aus dem 15. und 20. Jahrhundert mit Schlagtonfolge e1 gis1 h1 cis2.